# Orlík
Orlík är ett berg i Tjeckien.   Det ligger i regionen Olomouc, i den östra delen av landet, 200 km öster om huvudstaden Prag. Toppen på Orlík är 1 203 meter över havet, eller 101 meter över den omgivande terrängen. Bredden vid basen är 1,9 km. Orlík ingår i Hrubý Jeseník.
Terrängen runt Orlík är huvudsakligen kuperad.Runt Orlík är det ganska tätbefolkat, med 78 invånare per kvadratkilometer. Närmaste större samhälle är Vrbno pod Pradědem, 8,6 km sydost om Orlík. I omgivningarna runt Orlík växer i huvudsak barrskog.